# Moabit
Moabit, Berlin-Moabit – dzielnica (Ortsteil) Berlina w okręgu administracyjnym Mitte. Od 1 stycznia 1861 w granicach miasta.
Duża część Moabitu to typowo robotnicze osiedle, ale po zjednoczeniu Berlina teren stał się atrakcyjnym miejscem dla nowych biurowców, także rządowych, np. swoją siedzibę ma tu Ministerstwo Spraw Wewnętrznych.
Nazwa tej części miasta najpewniej pochodzi od biblijnego opisu krainy Moab, gdzie obozowali Izraelici w czasie wędrówki z Egiptu do Ziemi Obiecanej przed wejściem na ziemie Kanaan.
Więzienie Zellengefängnis Lehrter Straße znajdujące się w dzielnicy było w okresie zaborów i II wojny światowej miejscem kaźni wielu Polaków, m.in. Zdzisława Maszewskiego, bp. Juliusza Burschego oraz Leona Jogichesa, towarzysza życia Róży Luksemburg.
Znajduje się tutaj też dworzec kolejowy Berlin Hauptbahnhof, stacja kolejowa Berlin-Moabit oraz stacje metra linii U9: Berlin Westhafen, Birkenstraße i Turmstraße a docelowo również stacja metra linii U5 Turmstraße.